# Antonio Gagliardo
Antonio Gagliardo Valarezo (1943/1944) es un político socialdemócrata ecuatoriano.

## Trayectoria
Se inició en la política en 1975 como uno de los fundadores del partido Izquierda Democrática en la provincia de Guayas, junto a Xavier Ledesma, Fernando Larrea y Nicolás Issa Obando. De la mano de la Izquierda Democrática fue elegido diputado nacional en representación de Guayas en las elecciones legislativas de 1988.
Ocupó el cargo de ministro de bienestar social durante el gobierno de Rodrigo Borja Cevallos, asumiendo el puesto en 1991 tras la renuncia de Raúl Baca Carbo. También fue nombrado presidente del consejo directivo del Instituto Ecuatoriano de Seguridad Social, lo que lo llevó a ser acusado de peculado luego de que un informe elaborado en el Congreso mostrara indicios de sobreprecios en la contratación de obras en el hospital Teodoro Maldonado Carbo de Guayaquil. Gagliardo fue posteriormente sobreseído.
Para las elecciones presidenciales de 1998 fue jefe de campaña de Freddy Ehlers.
Luego de estar alejado varios años de la política formó el movimiento Poder Cívico Ciudadano, con el que apoyó la candidatura presidencial de Rafael Correa en las elecciones presidenciales de 2006. Su movimiento se unió a Alianza PAIS durante la segunda vuelta electoral, mientras que Gagliardo se desempeñó como jefe de campaña en Guayas.
En enero de 2007 fue nombrado ministro de trabajo por el presidente Rafael Correa. Durante su gestión se eliminó la tercerización y la intermediación laboral. Ocupó el cargo hasta agosto de 2009.